# Askrova
Askrova er en 7,8 km² stor ø der ligger syd for byen Florø i Flora kommune, Vestland fylke i Norge. På øen ligger Askrova bedehuskapell.  Det ligger ved Brufjorden, nær mundingen af Førdefjorden, omkring 4 km nordvest for øen Svanøya. Askrova ligger omkring 7 km sydvest for byen Florø og omkring samme afstand sydøst for øen Reksta. Øen havde i 2001 en befolkning på 143 mennesker, hvor de fleste bor på syd- og vestkysten og hovedsageligt er beskæftiget med fiskeri. Det 219 meter høje bjerg Skara er det højeste punkt på Askrova.
I 1936 var der en rekordfangst af sild ved Askrova. Officielle tal sætter den til mellem 100.000 og 120.000 hektoliter. Det var den hidtil største fangst i Sogn og Fjordane.